# ريتشارد راسلر
ريتشارد راسلر (بالألمانية: Richard Rößler)‏ (1881 – 1969) هو سبّاح ألماني راحل، مثّل بلاده في الألعاب الأولمبية الصيفية 1908.

## روابط خارجية
ريتشارد راسلر على موقع أوليمبيديا (الإنجليزية)